# اچ‌ام‌اس ساراسن (پی۲۴۷)
اچ‌ام‌اس ساراسن (پی۲۴۷) (به انگلیسی: HMS Saracen (P247)) یک زیردریایی بود که طول آن ۲۱۷ فوت (۶۶ متر) بود. این زیردریایی در سال ۱۹۴۲ ساخته شد.